# Manik Bagh
Koordinaten: 22° 42′ 32,9″ N, 75° 51′ 15,3″ O
Manig Bagh ist ein Palast der Maharadschas von Indore in der gleichnamigen indischen Stadt Indore.
Der Palast wurde in den Jahren zwischen 1930 und 1939 von Maharadscha Yeshwant Rao Holkar II. für sich und seine Frau Sanyogita Devi erbaut und ausgestattet. Architekt war der deutsche Architekt Eckart Muthesius, der dafür sorgte, dass sowohl der Stil des Bauhauses in der Architektur als auch das Art déco in der Innenausstattung zur Geltung kamen. Die Möbel wurden teilweise in Berlin zerlegt, verpackt und nach Indore verschifft. Zusammen mit Heinz Riefenstahl wurde auch eine Klimaregulierung im Palast integriert. Das Kunstgewerbemuseum Berlin bezeichneten das Bauwerk als „vollkommenes Denkmal des Modernismus“, die Berliner Illustrirte Zeitung erkannte 1932 an, dass der Palast den Stempel deutscher Form-Anschauung unserer Zeit trage.
Muthesius musste nach Ausbruch des Zweiten Weltkrieges Indien verlassen.
Nach Abschaffung der Privilegien der indischen Fürsten im Jahre 1956 verließen die Maharadschas das Haus, die Inneneinrichtung wurde verkauft und 1980 bei Sotheby’s in Monaco versteigert. Manik Bagh wird heute durch den indischen Staat und zwar vom Commissioner Customs, Central Excise & Service Tax genutzt.
1989 wurden Teile des Mobiliars von den Vereinigten Werkstätten für Kunst im Handwerk neu aufgelegt.